# Деринёз
Деринёз(тур. Derinöz) (ранее Агарак и Екрек, Акряк) — населенный пункт в Турции в Карской области.

## Истории
Являлась армянской деревней и называлось «Агарак» (арм. Ագարակ), что в переводе с армянского означает «усадьба». В период нахождения деревни в составе Российской империи поселение называлось Акряк  и территориально относилось к Кагызманскому округу Карской области. После захвата деревни турецкими войсками, и последовавшим за ним изгнанием армян, в поселке селятся Карапапахи, которые вскоре переселяются в другое место, а на их место перекочевывают курды из племени Зилан. 
Между городом Деринёз  и Дигор  расположены развалины старинного армянского Монастыря Хцконк

## Галерея

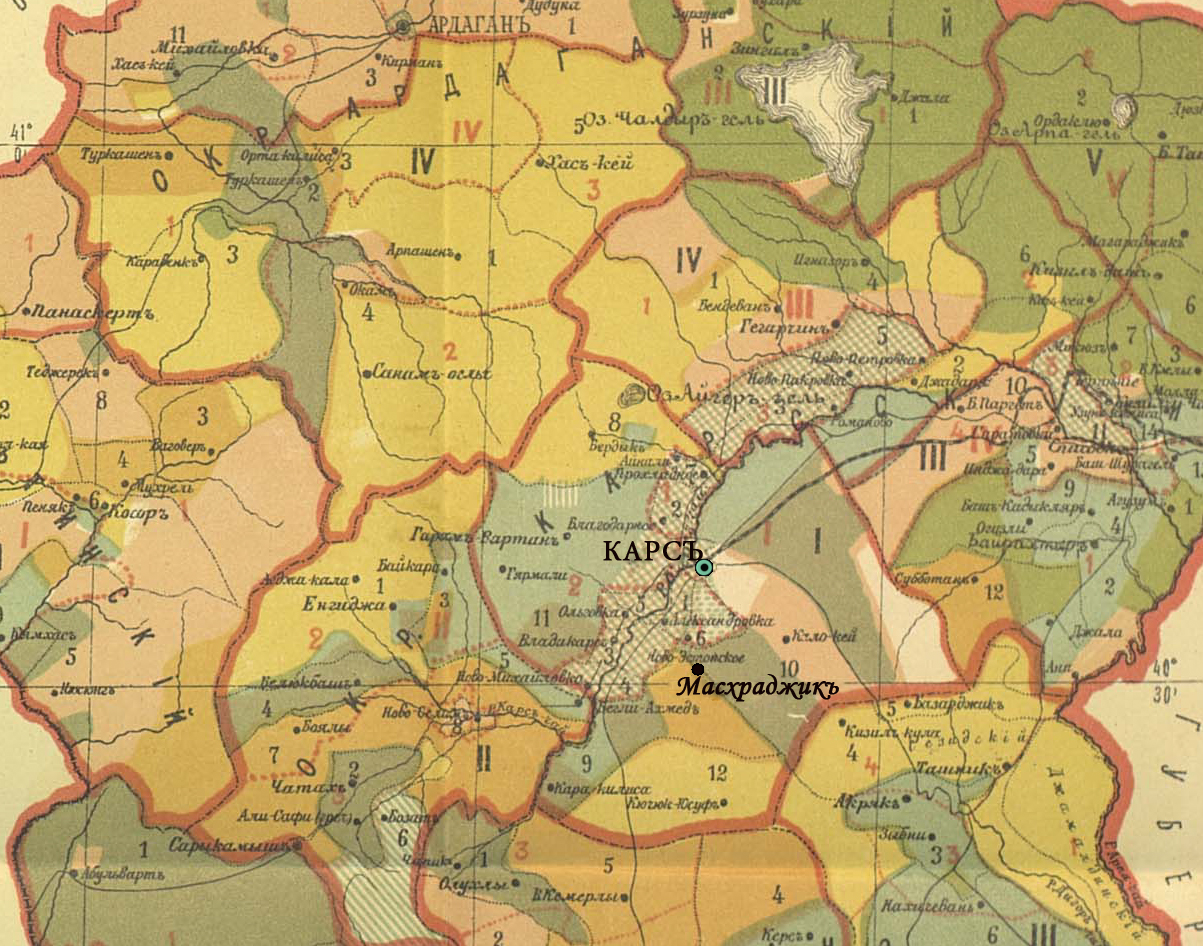
Акряк на карте Карсской области
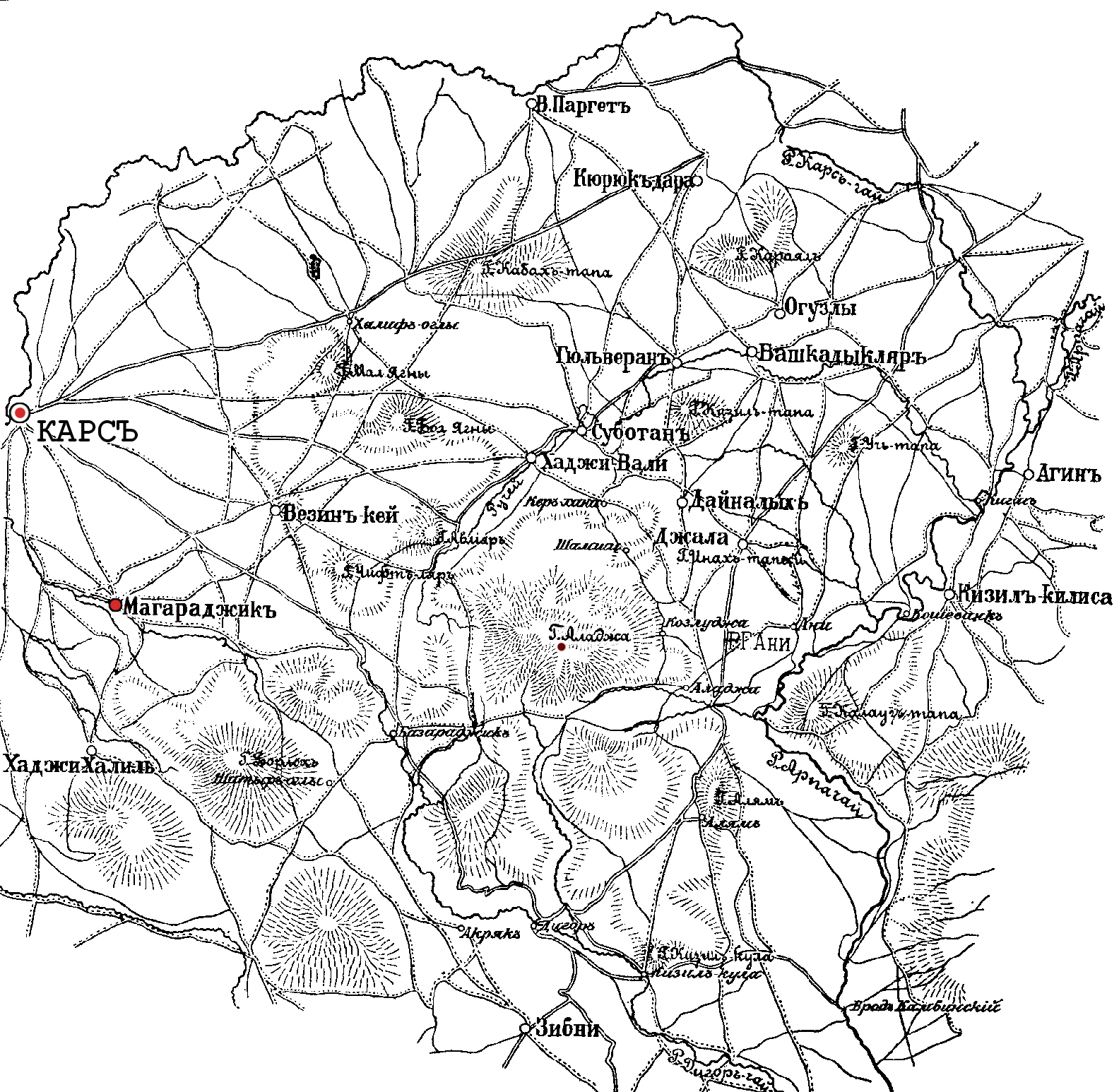
Акряк на карте театра военных действий у г.Аладжа 1877